# Viktoria av Storbritannien
Viktoria av Storbritannien (engelska: Victoria), Alexandrina Victoria, född 24 maj 1819 på Kensington Palace i London, död 22 januari 1901 på Osborne House på Isle of Wight, var drottning av Förenade kungariket Storbritannien och Irland 1837–1901 samt kejsarinna av Indien 1876–1901. Hon var dotter till Edward av Kent och Viktoria av Sachsen-Coburg-Saalfeld, gift med Albert av Sachsen-Coburg-Gotha och mor till Edvard VII.
Viktoria regerade i över 63 år. Hon var den första brittiska monarken som även använde titeln kejsarinna av Indien. Hon blev den sista monarken av Huset Hannover; hennes efterträdare hörde till Huset Sachsen-Coburg-Gotha.
Under Viktorias tidiga regeringstid befästes Storbritanniens ställning som den kanske ledande stormakten och en lång relativt fredlig period kallad Pax Britannica rådde 1815–1914 i Europa och världen. Den viktorianska tiden var även höjdpunkten för den industriella revolutionen, en period av betydande sociala, ekonomiska och tekniska förändringar i Storbritannien. Ett annat inslag var den snabba expansionen av det Brittiska imperiet. Mot slutet av den viktorianska eran började dock Storbritanniens ledande ställning att försvagas, som resultat av bland annat USA:s, Tysklands och Japans snabba utveckling samt Storbritanniens begynnande industriella stagnation.

## Uppväxt
Viktorias far, hertigen av Kent och Strathearn, var Georg III:s fjärde son. Han, liksom andra av Georgs söner, gifte sig inte under ungdomen. Den äldste sonen, prinsen av Wales (den blivande Georg IV), gifte sig, men fick bara en dotter; Charlotte Augusta. Då hon avled 1817 gifte sig de kvarvarande sönerna till kung Georg III för att få arvingar (prinsen av Wales och hertigen av York var redan gifta, men levde inte med sina fruar).
Hertigen av Kent och Strathearn gifte sig med Viktoria av Sachsen-Coburg-Saalfeld, syster till Charlottes änkling Leopold av Sachsen-Coburg-Saalfeld och änka efter Karl av Leiningen. Viktoria, parets enda barn, föddes på Kensington Palace i London 24 maj 1819. Hon döptes i kupolrummet i Kensington Palace 24 juni 1819 av Charles Manners-Sutton, ärkebiskop av Canterbury. Hennes gudföräldrar var prinsregenten, den ryske tsaren (hon fick sitt första namn, Alexandrina, till hans ära), Charlotte av Württemberg och änkehertiginnan av Sachsen-Coburg-Gotha.

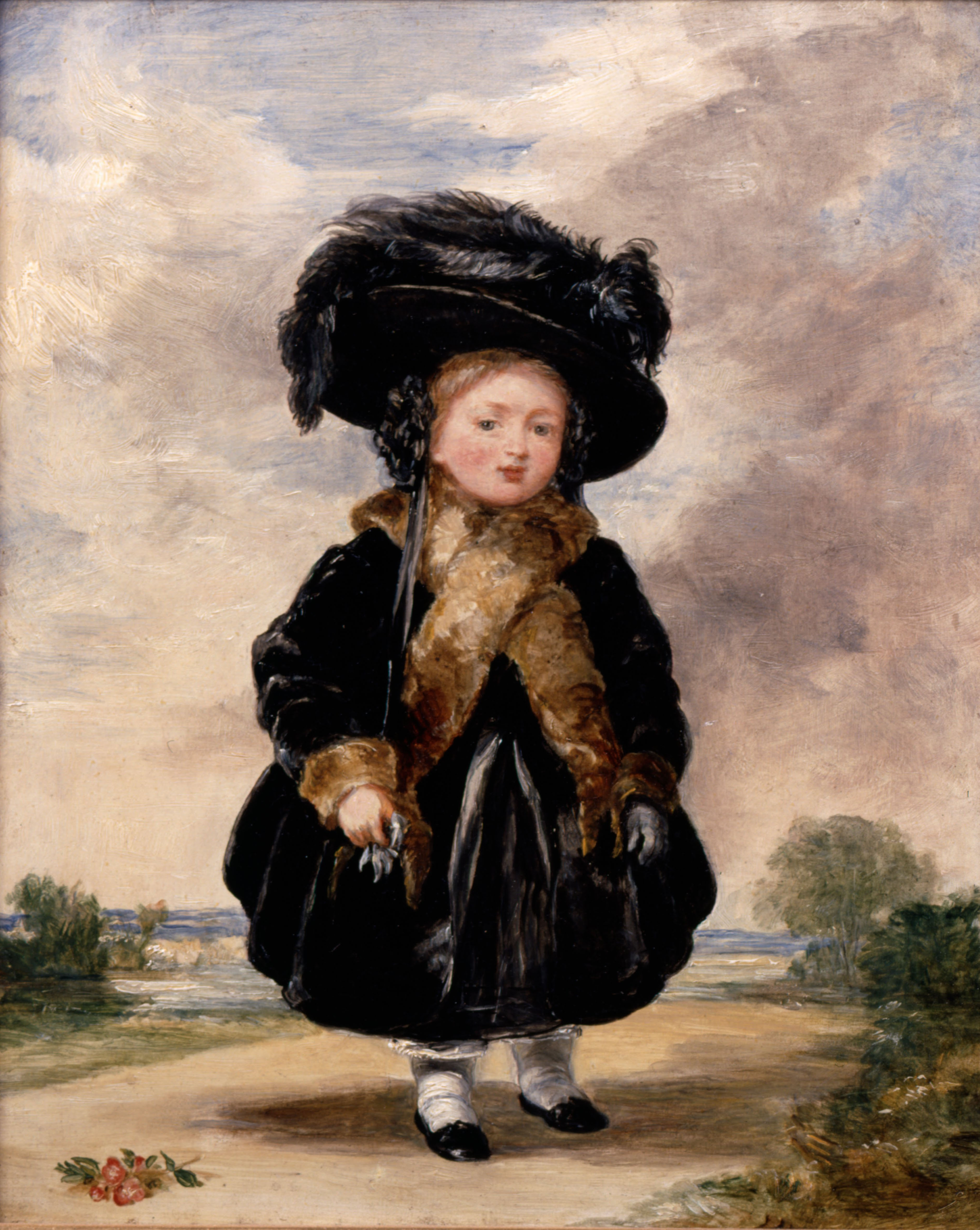
Prinsessan Viktoria som fyraåring.

Den unga prinsessan fick namnet Alexandrina Viktoria, men titulerades Hennes Kunglig Höghet Prinsessan av Kent, och kallades Drina inom familjen. Prinsessan Viktorias far avled av lunginflammation när hon var åtta månader gammal. Hennes farfar Georg III avled – blind och psykiskt sjuk – mindre än en vecka senare. Prinsessans farbror, prinsen av Wales, ärvde därefter kronan under namnet Georg IV.
Hon undervisades i tyska, engelska, italienska, grekiska, kinesiska, franska, aritmetik, musik och i favoritämnet historia. Hennes lärare var kyrkoherden George Davys och guvernanten Louise Lehzen.
Då prinsessan Viktoria av Kent var elva år avled hennes farbror Georg IV barnlös. Georg III:s andre son, hertigen av York, hade dött barnlös ett par år tidigare och tronen ärvdes av Georg III:s tredje son, Vilhelm IV av Storbritannien. Eftersom den nye kungen också var barnlös, blev den unga Viktoria närmaste arvinge till tronen. Då engelsk lag under denna tid inte ännu gjorde några undantag för barnregenter, skulle hon nominellt och formellt ha styrt riket som om hon vore vuxen (parlamentarismen gjorde dock att andra styrde i praktiken). För att undvika ett sådant scenario genomdrev parlamentet Regency Act 1831, där man fastslog att Viktorias mor hertiginnan av Kent och Strathearn skulle regera som förmyndare under drottningens omyndighetstid. Till skillnad från i tidigare fall skapade man inget råd för att begränsa förmyndarens makt.
Prinsessan Viktoria mötte sin blivande make Albert av Sachsen-Coburg-Gotha då hon var sexton år gammal. Prins Albert var Viktorias kusin, hans far var bror till hennes mor. Prinsessans farbror Vilhelm IV ogillade partiet, men hans invändningar hindrade inte paret. Många forskare har menat att Prins Albert inte var förälskad i den unga Viktoria, utan att han gick in i förhållandet med henne för att öka sin sociala ställning av pliktkänsla mot sin familj. Oavsett Alberts ursprungliga anledning till att gifta sig med Viktoria kom det att bli ett mycket lyckligt äktenskap.

## Tidig regeringstid

Medalj slagen med anledning av drottning Viktorias kröning 28 juni 1838.

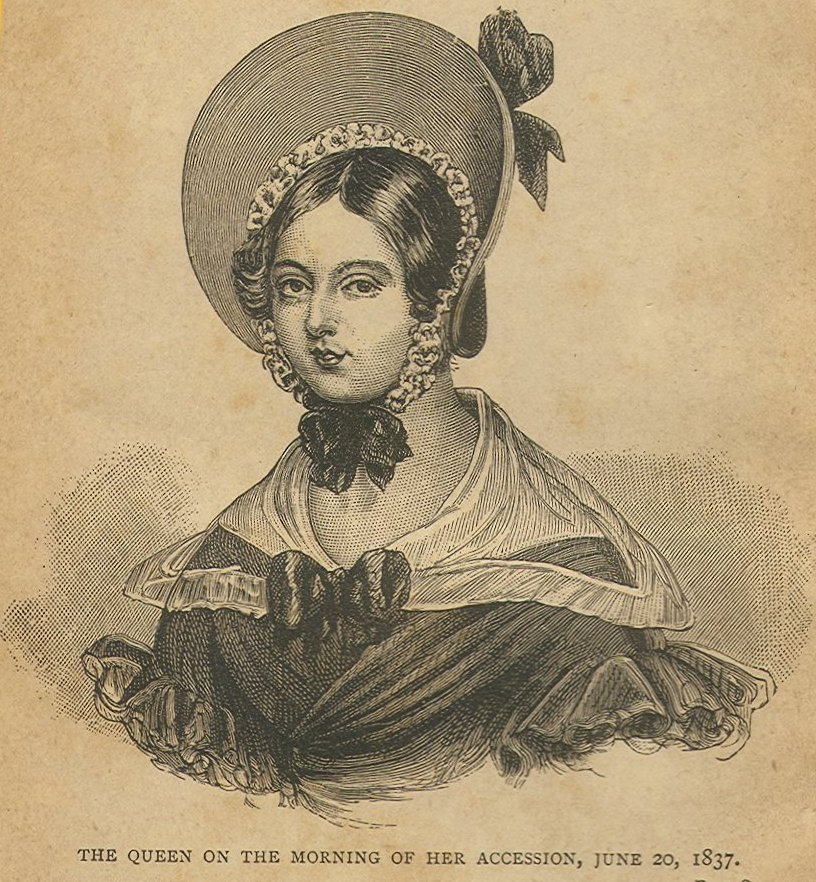
Drottning Viktoria, den dag hon tillträdde tronen.

Medalj slagen med anledning av drottning Viktorias kröning 28 juni 1838.

Vilhelm avled sjuttioett år gammal tolv minuter över två på morgonen den 20 juni 1837 och Viktoria ärvde tronen. Den unga drottningen hade just fyllt arton år, så inget förmyndarskap behövdes. Enligt salisk lag (tysk och fransk romersk rätt) kunde inte en kvinna styra över kungariket Hannover, ett rike som hade delat monark med Storbritannien sedan 1714. Hannover gick alltså inte till Viktoria, utan till hennes farbror hertigen av Cumberland och Teviotdale, som blev Ernst August I av Hannover. Då den unga drottningen vid denna tid fortfarande var ogift och barnlös, blev Ernst August hennes presumtiva tronföljare fram till att hennes första barn föddes 1840.
Då Viktoria tillträdde tronen hade whigpartiet suttit i regeringsställning sedan 1830, utom i korta perioder. Whigs premiärminister Lord Melbourne, blev en betydelsefull person i den politiskt oerfarna drottningens liv och hon litade på hans råd. (Somliga kallade Viktoria ”Mrs Melbourne”.)
Melbourneministären blev dock inte långlivad vid makten; den blev allt mindre populär och hade stora svårigheter att styra de brittiska kolonierna. I Kanada mötte Storbritannien motstånd (se Upproren 1837) och i Jamaica hade den lagstiftande församlingen protesterat mot brittisk politik genom att inte instifta några lagar.
Drottningen gav därefter Sir Robert Peel, en torypolitiker, uppdraget att bilda en ny ministär, men drabbades av en kris som blev känd som the Bedchamber Crisis (Sängkammarkrisen). Vid denna tid var det brukligt att förordnanden i det kungliga hushållet baserades på politiska poster (alltså att premiärministern utsåg personer till hovet baserat på politisk tillhörighet). Många av drottningens hovdamer var hustrur till whigpolitiker, men Sir Robert Peel hade för avsikt att byta ut dem mot toryfruar. Viktoria vägrade, då hon betraktade många av dessa damer som personliga vänner snarare än medlemmar av en ceremoniell institution. Sir Robert Peel kände att han inte kunde regera under drottningens inskränkningar och lät Melbourne återinsättas på posten.

## Äktenskap

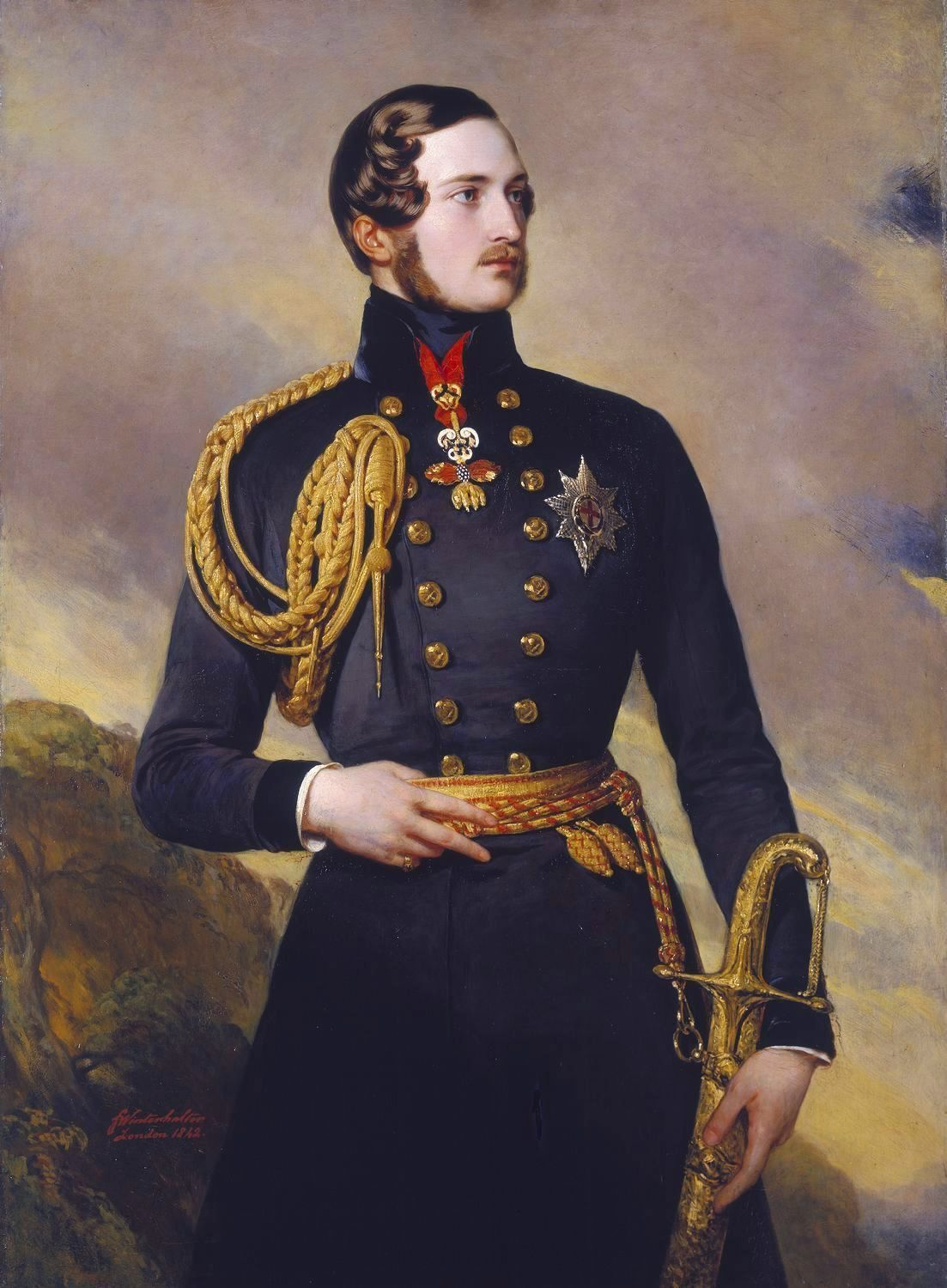
1840 gifte sig drottning Viktoria med prins Albert.

Drottningen gifte sig med prins Albert 10 februari 1840 i det kungliga kapellet i St. James’s Palace; fyra dagar tidigare gav hon honom titeln His Royal Highness (Hans Kunglig Höghet). Prins Albert var allmänt känd som prinsgemål, även om han officiellt inte fick titeln förrän 1857. Prins Albert fick aldrig pärvärdighet.
Under Viktorias första graviditet försökte artonårige Edward Oxford  att skjuta drottningen då hon åkte i en vagn tillsammans med Albert i London. Oxford sköt två gånger, men missade. Han anklagades för högförräderi, men friades på grund av sinnessjukdom. Hans åberopande ifrågasattes av många, de menade att Oxfords mordförsök baserades på en vilja att bli berömd. Många hävdade att det låg en chartistkonspiration bakom mordförsöket; andra menade att det kunnat vara en kupp av anhängare till kungen av Hannover. Konspirationsteorierna ledde till en våg av patriotism och lojalitet.
Skottdramat påverkade inte drottningens hälsa eller graviditet. Det kungliga parets första barn, Viktoria, föddes 21 november 1840. Åtta barn till skulle komma att födas under det mycket lyckliga äktenskapet mellan Viktoria och prins Albert. Albert var inte bara Viktorias partner utan även en betydelsefull politisk rådgivare, och ersatte Lord Melbourne som den dominerande personen i hennes liv. Efter att hon funnit en make var hon inte längre beroende av whigdamerna vid hovet för sällskap. Då whigpartiet under Melbournes ledning förlorade valet 1841 och ersattes av tories under Peels ledning, upprepades inte the Bedchamber Crisis. Viktoria fortsatte i hemlighet att korrespondera med Lord Melbourne, vars inflytande ständigt minskade samtidigt som prins Alberts ökade.
13 juni 1842 gjorde Viktoria sin första tågresa från Slough railway station (nära Windsor Castle) till Bishop’s Bridge, nära Paddington (i London), i en särskild kunglig vagn från Great Western Railway. Hon reste tillsammans med Albert och ingenjören Isambard Kingdom Brunel.
Tre mordförsök på drottningen inträffade under 1842. 29 maj i St. James’s Park avlossade John Francis en pistol mot drottningens vagn (troligen för att bli känd), men greps omedelbart av poliskonstapel William Trounce. Francis dömdes för högförräderi, men dödsdomen omvandlades till deportering på livstid. Prins Albert ansåg att frikännandet av Oxford 1840 hade uppmuntrat till fler mordförsök. Den 3 juli, bara några dagar efter att Francis dom omvandlades, försökte John William Bean skjuta drottningen. Hans vapen var visserligen inte laddat med annat än papper och tobak, men det ansågs ändock vara ett brott som kunde bestraffas med döden. Prins Albert ansåg att ett sådant straff skulle vara för hårt och uppmuntrade parlamentet att genomdriva en lag, vilken innebar att den som siktade med ett skjutvapen mot drottningen, anföll henne, slängde något på henne eller uppvisade ett skjutvapen eller något annat farligt vapen i hennes närhet i syfte att skrämma henne skulle bestraffas med sju års fängelse samt pryglas. Bean dömdes till arton månaders fängelse, men varken han eller någon annan som i framtiden brutit mot den lagen, har pryglats.

## Tidig viktoriansk politik

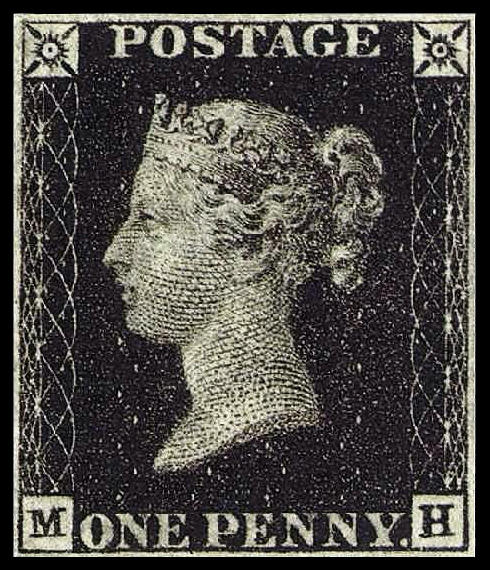
Viktoria på One Penny Black, världens första frimärke, 1840.

Peels ministär stod inför en kris rörande hävandet av Corn Laws (spannmålslagarna). Många torypolitiker (även kända som de konservativa) var emot upphävandet, men vissa av dem, (”peeliterna”) och de flesta whigpolitiker stödde det. Peel avgick 1846, efter att parlamentet med knapp marginal gått med på att upphäva lagarna, och ersattes av Lord John Russell. Russells ministär ogillades av drottningen, fastän den bestod av whigpolitiker. Hon ogillade främst utrikesministern, Lord Palmerston,  som ofta agerade utan att först ha rådgjort med kabinettet, premiärministern eller drottningen. 1849 framförde hon klagomål till Lord Russell om att Palmerston hade skickat officiella dokument till utländska ledare utan hennes kännedom. Hon upprepade sin protest 1850, men till ingen nytta. Lord Palmerston avsattes först 1851 då han hade givit Louis-Napoleon Bonapartes statskupp den brittiska regeringens godkännande utan att först ha diskuterat med premiärministern.
Perioden då Russell var premiärminister kom även att vara bekymmersam för drottningen personligen. 1849 försökte en arbetslös och missnöjd irländare vid namn William Hamilton skrämma drottningen genom att avfyra en krutfylld pistol i hennes närvaro. Hamilton åtalades enligt lagen från 1842. Han erkände sig skyldig och fick maxstraffet, sju års deportering. 1850 blev drottningen sårad då hon angreps av Robert Pate, en möjligen sinnessjuk före detta arméofficer. När Viktoria åkte i sin vagn slog Pate till henne med sin käpp, förstörde hennes bahytt och gav henne blåmärken. Pate misslyckades i sin rättegång att bevisa sinnessjukdom och dömdes till samma straff som Hamilton.

## Irland

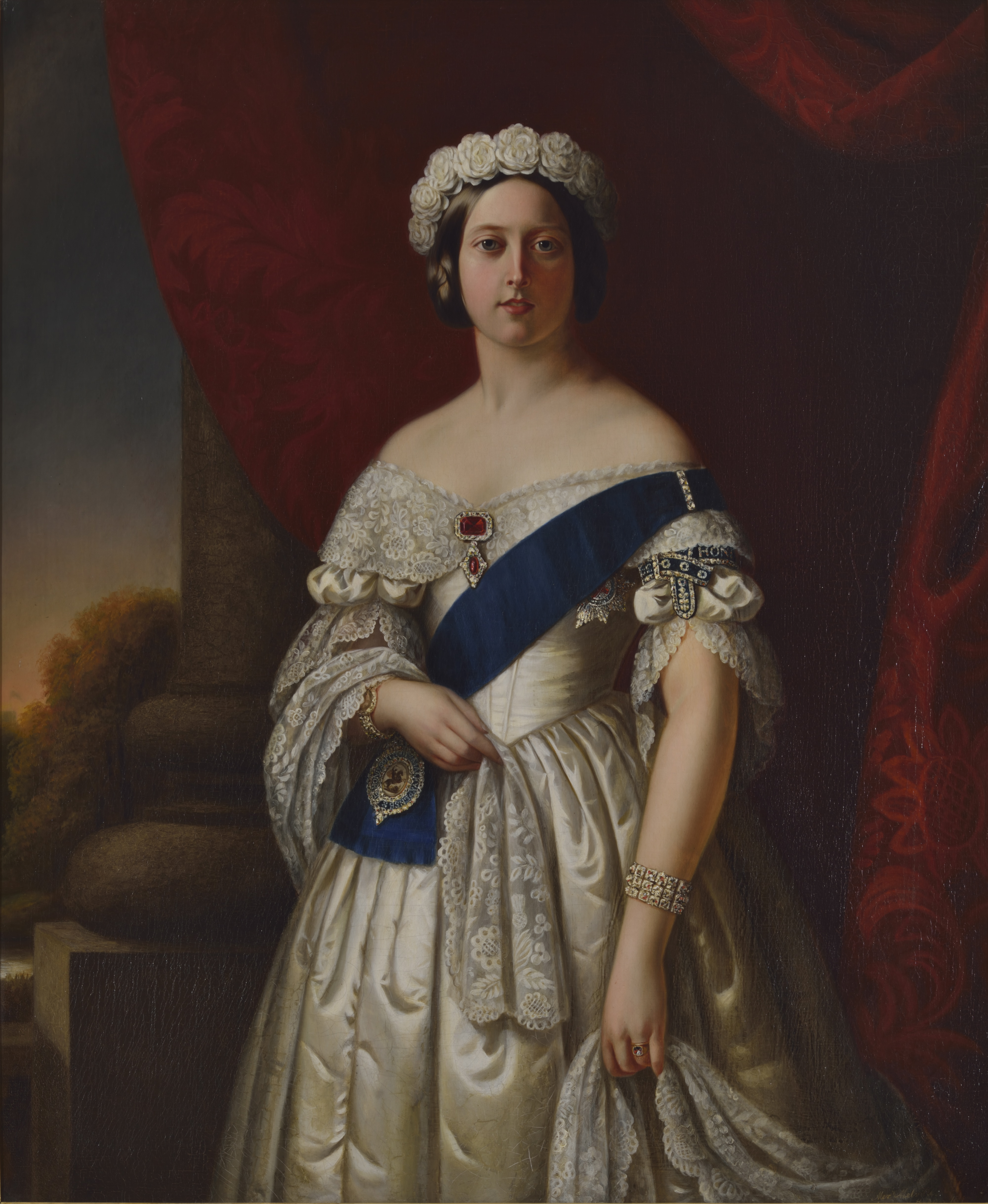
Drottning Viktoria som ung.

Den unga drottning Viktoria förälskade sig i ön Irland och valde att semestra i Killarney i Kerry, vilket ledde till att platsen blev en av 1800-talets populäraste turistorter. Hennes kärlek till ön besvarades till en början av irländsk värme mot den unga drottningen. 1845 drabbades Irland av svår potatismissväxt i över fyra år vilket tog över en miljon människoliv och orsakade att ytterligare en miljon irländare emigrerade. Drottningen donerade personligen 5000 pund och var inblandad i olika välgörenhetsprojekt mot den irländska potatissvälten. Trots detta påverkades drottningens popularitet då Russellministärens politik anklagades för att förvärra svälten. Bland extrema republikaner kom Viktoria att kallas ”Svältdrottningen” och myter spreds om att hon inte donerat mer än 5 pund till insatser mot svältkatastrofen.
Viktorias första officiella besök i Irland 1849 arrangerades av Lord Clarendon, lordlöjtnant av Irland och chef för den brittiska administrationen, som ett försök att både flytta fokus från svälten, men även för att genom drottningens besök uppmärksamma brittiska politiker på hur allvarlig krisen i Irland var. Trots den negativa effekt som svälten hade på drottningens popularitet, var hon fortfarande tillräckligt populär för att nationalisterna avslutade partimöten med att sjunga God Save the Queen. Under 1870- och 1880-talet hade dock monarkins ställning i Irland minskat väsentligt, delvis på grund av att Viktoria vägrade att besöka Irland i protest mot att Dublins stadsstyrelse vägrade att gratulera hennes son prinsen av Wales då han gifte sig med Alexandra av Danmark, eller gratulera det kungliga paret vid deras äldste son Albert Victors födelse.
Viktoria motsatte sig idén att bygga ett kungligt residens i Irland, trots upprepade påtryckningar från flera premiärministrar och lordlöjtnanter och även från den kungliga familjen. Lord Midleton, tidigare partiledare för Irish Unionist Party, beskrev 1930 i sina memoarer Ireland: Dupe or Heroine? detta beslut som katastrofalt för monarkin och för det brittiska styret över Irland.
Drottningen besökte Irland sista gången 1900, då hon kom för att vädja till irländarna att gå med i den brittiska armén och strida i Boerkriget. Nationalister, ledda av Arthur Griffith, protesterade mot drottningens besök och grundade en organisation kallad Cumann na nGaedheal för att ena motståndet. Fem år senare använde Griffith dessa kontakter för att bilda en ny politisk rörelse, Sinn Féin.

## 1850-talet
Den första världsutställningen, känd som Den stora utställningen, organiserades av prins Albert och invigdes av drottningen 1 maj 1851. Trots mångas farhågor blev den en enorm succé, vars intäkter kunde användas till uppförandet av South Kensington Museum (senare ändrat till Victoria and Albert Museum).
Lord John Russells ministär föll samman 1852 och han ersattes av den konservative Lord Derby. Lord Derby stannade dock inte vid makten särskilt länge. Han misslyckades att behålla majoriteten i parlamentet och avgick mindre än ett år efter att han tillträtt. Under denna tid var Viktoria angelägen om att sätta stopp för svaga regeringar. Både drottningen och hennes make stödde kraftfullt bildandet av en stark koalitionsregering mellan whigpartiet och de peelitiska torypolitikerna. En sådan ministär skapades under ledning av peeliten Lord Aberdeen.
En av de viktigaste handlingarna den nya regeringen utförde var att Storbritannien gick med i Krimkriget 1854 på Osmanska rikets sida mot Ryssland. Innan Storbritannien gick med i kriget florerade rykten om att drottningen och prins Albert föredrog den ryska sidan, vilket minskade kungaparets popularitet. Viktoria stödde dock otvetydigt trupperna och efter krigets slut instiftade hon Viktoriakorset, en utmärkelse för mod.
Lord Aberdeen ifrågasattes av många för sitt sätt att sköta Krimkriget och han avgick 1855 och ersattes av Lord Palmerston, som drottningen hade försonats med. Palmerston tvingades också att avgå på grund av impopulära åtgärder under en militär konflikt, det andra opiumkriget 1857. Han ersattes av Lord Derby. Under dennes tid utbröt Sepoyupproret mot Brittiska Ostindiska Kompaniets styre över Indien. Efter att upproret krossats sattes Indiens styre direkt under kronan (även om titeln ”kejsarinna av Indien” inte omedelbart instiftades). Derby misslyckades även under sin andra regeringsperiod och Palmerston återinsattes 1859.

## Änkedom

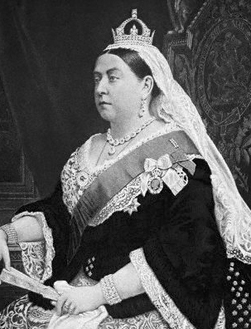
Drottning Viktoria blev änka 1861.

Prins Albert avled i tyfus 1861, vilket gjorde Viktoria förkrossad. Hon gick in i ett halvpermanent sorgetillstånd och bar svart under resten av sitt liv. Hon undvek offentligheten och satte knappt sin fot i London under de följande åren. Hennes isolering gav henne öknamnet ”Widow of Windsor” (Änkan på Windsor Castle). Hon betraktade sin son Edvard som en oansvarig och indiskret playboy och anklagade honom för faderns död, eftersom prins Albert blev sjuk efter ett besök hos sonen.
Viktoria kom mer och mer att anförtro sig till den skotske betjänten John Brown, och det har påståtts att de utvecklade ett kärleksförhållande eller till och med ingick ett hemligt äktenskap. I en nyligen funnen dagbok berättas att drottningens privata hovman på sin dödsbädd ska ha bekänt för en politiker att han hade närvarat vid en hemlig vigsel mellan Viktoria och John Brown. Alla historiker litar dock inte på denna dagboks trovärdighet. I vilket fall som helst hade Viktoria, efter sitt önskemål, två minnessaker med sig då hennes lik lades i kistan. På hennes högra sida lades en av Alberts morgonrockar och i vänstra handen en hårlock från Brown och ett porträtt av honom. Ryktena om en affär och äktenskap gav Viktoria öknamnet ”Mrs Brown”.
Viktorias isolering ledde till att stödet för monarkin minskade kraftigt, och den republikanska rörelsen växte. Även om hon utförde sina officiella plikter, deltog hon inte alls i landets styre och förblev i avskildhet på sina kungliga residens, på Balmoral i Skottland eller på Osborne House på Isle of Wight. Under tiden drevs en av 1800-talets viktigaste nya lagar, 1867 års valreform, igenom i parlamentet. Lord Palmerston var starkt emot valreformen, men hans ministär avslutades vid hans död 1865. Han efterträddes av Lord Russell (den tidigare Lord John Russell), och sedan av Lord Derby, under vars regeringstid reformen genomfördes.

## Gladstone och Disraeli
1868 blev den konservative Benjamin Disraeli premiärminister. Han skulle senare bli Viktorias favoritpremiärminister. Hans regering föll dock snart och han efterträddes av William Ewart Gladstone, en medlem av Liberal Party (som koalitionen mellan whigs och peeliter nu kallades). Gladstone blev känd för att vara i strid med både Viktoria och Disraeli under sin politiska karriär. Vid ett tillfälle sade drottningen att hon upplevde att Gladstone tilltalade henne som vore hon ett massmöte. Hon ogillade Gladstone och hans politik lika mycket som hon beundrade Disraeli. Det var under Gladstones regering, i början av 1870-talet, som drottningen gradvis började träda fram från sitt tillstånd av sorg och isolering. Med uppmuntran från sin familj blev hon mer aktiv.
1872 genomlevde Viktoria sitt sjätte attentat med skjutvapen. När hon steg ned från sin vagn, rusade en sjuttonårig irländare, Arthur O'Connor, mot henne, med en pistol i ena handen och med en framställning om att befria irländska fångar i den andra. Pistolen var inte laddad och ynglingens mål var troligen att skrämma Viktoria till att godkänna framställningen. John Brown, som var vid drottningens sida, slog pojken till marken innan Viktoria ens hade hunnit se pistolen. Han belönades med guldmedalj för sitt mod. O'Connor dömdes till deportation och kroppsbestraffning, i enlighet med lagen från 1842, men Viktoria efterskänkte den senare delen av straffet.

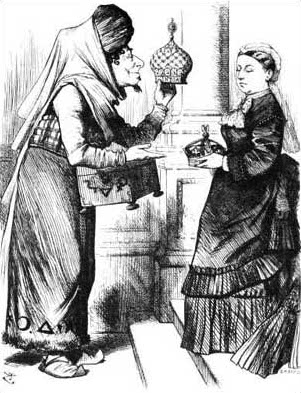
Denna skämtteckning, New Crowns for Old Ones, är tecknad efter en känd arabisk saga och avbildar Disraeli som en försäljare. Försäljaren erbjuder Viktoria en österländsk kejserlig krona i utbyte mot den traditionella engelska.

Disraeli återkom till makten 1874 och en imperialistisk stämning omfattades av många i landet, däribland den nye premiärministern och drottningen, liksom många ute i Europa. 1871 hade Kejsardömet Tyskland utropats, och Viktorias äldsta dotter var gift med dess kronprins, så att hon någon gång skulle bli kejsarinna och därmed ha högre rang än hennes betydligt mäktigare mor. För att förhindra en sådan diplomatisk anomali antog parlamentet en ny lag om kungliga titlar 1876, som gav drottningen titeln ”Kejsarinna av Indien”. Viktoria belönade sin premiärminister genom att snabba på hans utnämning till earl så att han blev earl av Beaconsfield medan han fortfarande satt vid makten.
Lord Beaconsfields regering föll 1880 när liberalerna vann valet. Gladstone hade lämnat ledningen för liberalerna fyra år tidigare och drottningen erbjöd Lord Hartington, liberalernas ledare i underhuset, att bilda regering. Hartington avböjde emellertid och hävdade att ingen liberal regering kunde fungera utan Gladstone och att han inte skulle arbeta under någon annan. Viktoria kunde inte göra mycket annat än att utse Gladstone till premiärminister.
Det sista mordförsöket mot Viktoria skedde 1882. En psykiskt sjuk skotte, Roderick Maclean, avfyrade en kula mot drottningen när hon satt i sin vagn, men missade. Sedan 1842 hade var person som försökt angripa drottningen straffats för ett brott som gav upp till sju års fångläger, men Maclean åtalades för högförräderi som kunde bestraffas med döden. Han frikändes då han befanns ha varit sinnessjuk och fördes till sinnessjukhus. Viktoria uttryckte irritation över domen ”ej skyldig, utan vansinnig” och uppmuntrade införandet av utlåtandet ”skyldig, men vansinnig” året därpå.
Viktorias konflikter med Gladstone fortsatte under hennes senare år. Hon blev tvungen att acceptera hans förslag till valreformer, inklusive folkrepresentationsakten 1884, som utökade antalet röstberättigade kraftigt. Gladstones regering föll 1885 och ersattes av en regering ledd av en konservativ, Lord Salisbury. Gladstone återkom till makten 1886 och framlade då ett lagförslag om irländskt självstyre, som syftade till att ge Irland ett eget parlament. Viktoria motsatte sig lagförslaget, som hon ansåg skulle underminera imperiet. När underhuset förkastade lagförslaget avgick Gladstone och Viktoria kunde utnämna Lord Salisbury till att åter bli premiärminister.

## De sista åren
1887 firade Storbritannien  Viktorias 50-årsjubileum som regent. 20 juni 1887 hölls en bankett där femtio europeiska kungar och prinsar var inbjudna. Även om hon inte kunde varit medveten om det, hade irländska frihetskämpar planerat att spränga Westminster Abbey medan drottningen besökte en tacksägelsegudstjänst. Detta mordförsök kom att kallas ”The Jubilee Plot” (jubileumskomplotten) när det blev känt. Nästa dag deltog hon i en procession som, med Mark Twains ord, ”sträckte sig utom synhåll i båda riktningarna”. Vid denna tid var Viktoria en extremt populär monark. Ryktena kring det påstådda förhållandet med hennes tjänare hade tystnat efter John Browns död 1883, vilket tillät drottningen att uppfattas som en moralsymbol.
Viktoria tvingades 1892 att ytterligare en gång utstå en regering ledd av William Ewart Gladstone. Efter att det sista av hans lagförslag om irländskt självstyre nedröstats, gick han i pension 1894, och ersattes av den imperialistiske liberalen Lord Rosebery. Lord Rosebery efterträddes sedan, år 1895, av Lord Salisbury, som tjänstgjorde under resten av Viktorias regeringstid.
Den 22 september 1896 gick Viktoria om Georg III som den längst sittande monarken i engelsk, skotsk eller brittisk historia. I enlighet med drottningens önskan, firades detta offentligt först under Drottning Viktorias Diamantjubileum 1897, då hon firade sextio år som regent. Kolonialministern Joseph Chamberlain föreslog att jubileet skulle firas som en festival för det brittiska imperiet. Därför bjöds alla premiärministrar från de självstyrande kolonierna in, tillsammans med sina familjer. Drottningen deltog i en procession med trupper från alla brittiska kolonier och territorier, tillsammans med soldater från indiska furstar och hövdingar (som alla var underordnade Viktoria i egenskap av Indiens kejsarinna). Sextioårsjubileet var ett tillfälle som kännetecknades av en ström av tillgivenhet mot den åldrande drottningen, som vid denna tid var rullstolsburen.
Under Viktorias sista år var Storbritannien inblandat i Boerkriget, något som hade starkt stöd av drottningen. Hennes privatliv drabbades av flera tragedier, däribland hennes son hertigen av Sachsen-Coburg-Gothas död och hennes dotter, kejsarinnan av Tysklands dödliga sjukdom och två barnbarns död. Hennes sista ceremoniella offentliga handling skedde 1899, då hon lade grundstenen till South Kensington Museum, som sedan kom att bli Victoria and Albert Museum.
Hon tillbringade julen på Osborne House (som Prins Albert själv hade ritat) på Isle of Wight, som hon brukade göra, sedan hon blev änka. Hon avled i sviterna av en blodpropp i hjärnan (klockan 18.30) den 22 januari 1901, efter att ha regerat i sextiotre år, sju månader och två dagar, ett rekord bland brittiska monarker som stod sig i mer än hundra år (den 9 september 2015 slogs rekordet av Elizabeth II). Viktoria begravdes 2 februari, efter tre dagar på lit-de-parade, på Frogmore Mausoleum bredvid sin make.
Viktoria efterträddes av sin äldste son, som blev kung Edvard VII. Viktorias död avslutade huset Hannovers styre över Storbritannien, ty Edvard VII tillhörde, liksom sin far, prins Albert, huset Sachsen-Coburg-Gotha. Edvard VII:s son och efterträdare Georg V ändrade kungahusets namn till Windsor under första världskriget, eftersom Sachsen-Coburg-Gotha förknippades med Storbritanniens fiende under kriget, Tyskland, lett av Viktorias barnbarn Vilhelm II.

## Eftermäle

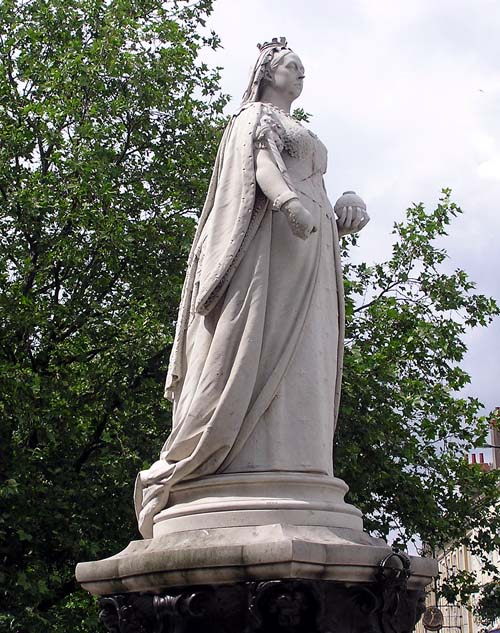
Staty av drottning Viktoria i Bristol.

Drottning Viktoria var Storbritanniens första moderna regent. Tidigare regenter hade varit aktivt inblandade i utövandet av regeringsmakten. En serie juridiska reformer ledde till att underhusets makt ökade på bekostnad av överhuset och monarken, vars roll blev mer symbolisk. Sedan Viktorias tid har regenten haft, med Walter Bagehots ord, ”rätt att bli rådfrågad, rätt att ge råd och rätt att varna”.
Viktorias regentskap blev mer symboliskt än politiskt, med stark tonvikt på moralfrågor och familjevärden, i kontrast till de sexuella, ekonomiska och personliga skandaler som hade sammankopplats med tidigare medlemmar av Huset Hannover och som hade dragit vanrykte över monarkin. Under Viktorias regering uppstod i Storbritannien idén om ”familjemonarkin”, vilken den spirande medelklassen kunde identifiera sig med.
Internationellt var Viktoria en betydande figur, inte bara i framtoning eller i termer av Storbritanniens inflytande genom imperiet, utan även på grund av släktskapsband genom Europas kungafamiljer, vilket gav henne smeknamnet ”Europas mormor”. Ett exempel på denna ställning kan ses i det faktum att tre av de viktigaste regenterna över länder som var inblandade på motsatta sidor i första världskriget antingen själva var barnbarn till Viktoria eller gifta med ett av hennes barnbarn. Åtta av Viktorias nio barn gifte sig med medlemmar av europeiska kungafamiljer och den resterande, prinsessan Louise, gifte sig med en skotsk hertig.
Viktoria var den första kända bäraren av blödarsjuka i kungaätten, men det är oklart hur hon ådrog sig detta. Hon kan ha fått det som en följd av en spermiemutation, då hennes far var femtiotvå år gammal när Viktoria avlades. Det har också ryktats om att hertigen av Kent inte var Viktorias biologiske far utan att hon i själva verket var dotter till sin mors irländskfödde privatsekreterare och påstådda älskare, Sir John Conroy. Samtidigt som det finns tecken som tyder på att ett förhållande förelåg mellan hertiginnan och Conroy (Viktoria själv hävdade inför hertigen av Wellington att hon hade bevittnat en incident mellan dem) finns inget i Conroys sjukdomshistoria som tyder på att det skulle ha funnits blödarsjuka i hans familj och blödarsjuka brukar normalt inte vara ärftlig på faderns sida. Det är betydligt troligare att hon fick det från sin mor, även om det inte finns någon känd historia av blödarsjuka i hennes mors släkt. Även om Viktoria själv inte drabbades av sjukdomen överförde hon den till prinsessan Alice och prinsessan Beatrice som bar den och prins Leopold som drabbades av sjukdomen.
År 2017 är de följande europeiska regenterna och före detta regenterna ättlingar till Viktoria: drottningen av Storbritannien, kungen av Norge, kungen av Sverige, drottningen av Danmark, kungen av Spanien, kungen av Grekland (avsatt) och kungen av Rumänien (avsatt).
Drottning Viktoria upplevde impopularitet under de första åren som änka, men blev senare mycket omtyckt under 1880-talet och 1890-talet. 2002 gjorde televisionsbolaget BBC en undersökning och en lista över de 100 främsta britterna genom tiderna där drottning Viktoria kom på artonde plats.
Några nymodigheter under den viktorianska eran var frimärken, varav det första, One Penny Black som gavs ut 1840, hade en bild av drottningen och järnvägen, som Viktoria var den första brittiska regenten att åka på.
Flera platser i världen har uppkallats efter Viktoria, däribland två australiska delstater, (Victoria och Queensland), huvudstäderna i British Columbia och Saskatchewan i Kanada, huvudstaden på Seychellerna, Kanadas näst största ö, en öken i Australien, Afrikas största sjö och Victoriafallen.
Drottning Viktoria är fortfarande den mest firade brittiska regenten i historien och har statyer till sin ära över hela brittiska imperiet. Den mest framträdande statyn är Victoria Memorial utanför Buckingham Palace, som byggdes som en del i omformningen av slottets fasad ett årtionde efter hennes död.
Asteroiden 12 Victoria är uppkallad efter henne.

## Familj

### Barn och barnbarn
| Barn                                              | Född | Gift  | Gift                                                               | Död  | Barnbarn                                                              | Levnad    |
| Barn                                              | Född | Datum | Maka/Make                                                          | Död  | Barnbarn                                                              | Levnad    |
| ------------------------------------------------- | ---- | ----- | ------------------------------------------------------------------ | ---- | --------------------------------------------------------------------- | --------- |
| Viktoria, tysk kejsarinna & drottning av Preussen | 1840 | 1858  | Kejsar Fredrik III, kung av Preussen                               | 1901 | Kejsar Vilhelm II, kung av Preussen                                   | 1859-1941 |
| Viktoria, tysk kejsarinna & drottning av Preussen | 1840 | 1858  | Kejsar Fredrik III, kung av Preussen                               | 1901 | Charlotte av Preussen, hertiginna av Sachsen-Meiningen                | 1860-1919 |
| Viktoria, tysk kejsarinna & drottning av Preussen | 1840 | 1858  | Kejsar Fredrik III, kung av Preussen                               | 1901 | Prins Henrik av Preussen                                              | 1862-1929 |
| Viktoria, tysk kejsarinna & drottning av Preussen | 1840 | 1858  | Kejsar Fredrik III, kung av Preussen                               | 1901 | Prins Sigismund av Preussen                                           | 1864-1866 |
| Viktoria, tysk kejsarinna & drottning av Preussen | 1840 | 1858  | Kejsar Fredrik III, kung av Preussen                               | 1901 | Prinsessan Viktoria av Preussen                                       | 1866-1929 |
| Viktoria, tysk kejsarinna & drottning av Preussen | 1840 | 1858  | Kejsar Fredrik III, kung av Preussen                               | 1901 | Prins Valdemar av Preussen                                            | 1868-1879 |
| Viktoria, tysk kejsarinna & drottning av Preussen | 1840 | 1858  | Kejsar Fredrik III, kung av Preussen                               | 1901 | Sofia av Preussen, drottning av Grekland                              | 1870-1932 |
| Viktoria, tysk kejsarinna & drottning av Preussen | 1840 | 1858  | Kejsar Fredrik III, kung av Preussen                               | 1901 | Prinsessan Margareta av Preussen, prinsessa av Hessen-Kassel          | 1872-1954 |
| Kung Edvard VII                                   | 1841 | 1863  | Alexandra av Danmark, drottning av Storbritannien                  | 1910 | Prins Albert Victor, hertig av Clarence och Avondale                  | 1864-1892 |
| Kung Edvard VII                                   | 1841 | 1863  | Alexandra av Danmark, drottning av Storbritannien                  | 1910 | Kung Georg V                                                          | 1865-1936 |
| Kung Edvard VII                                   | 1841 | 1863  | Alexandra av Danmark, drottning av Storbritannien                  | 1910 | Prinsessan Louise, hertiginna av Fife                                 | 1867-1931 |
| Kung Edvard VII                                   | 1841 | 1863  | Alexandra av Danmark, drottning av Storbritannien                  | 1910 | Prinsessan Victoria                                                   | 1868-1935 |
| Kung Edvard VII                                   | 1841 | 1863  | Alexandra av Danmark, drottning av Storbritannien                  | 1910 | Maud, drottning av Norge                                              | 1869-1938 |
| Kung Edvard VII                                   | 1841 | 1863  | Alexandra av Danmark, drottning av Storbritannien                  | 1910 | Prins John                                                            | 1871-1871 |
| Alice, storhertiginna av Hessen-Darmstadt         | 1843 | 1862  | Storhertig Ludvig IV av Hessen-Darmstadt                           | 1878 | Prinsessan Viktoria av Hessen-Darmstadt, markisinna av Milford Haven  | 1863-1950 |
| Alice, storhertiginna av Hessen-Darmstadt         | 1843 | 1862  | Storhertig Ludvig IV av Hessen-Darmstadt                           | 1878 | Prinsessan Elisabeth av Hessen-Darmstadt, storfurstinna av Ryssland   | 1864-1918 |
| Alice, storhertiginna av Hessen-Darmstadt         | 1843 | 1862  | Storhertig Ludvig IV av Hessen-Darmstadt                           | 1878 | Irene av Hessen-Darmstadt, prinsessa av Preussen                      | 1866-1953 |
| Alice, storhertiginna av Hessen-Darmstadt         | 1843 | 1862  | Storhertig Ludvig IV av Hessen-Darmstadt                           | 1878 | Storhertig Ernst Ludvig av Hessen-Darmstadt                           | 1868-1937 |
| Alice, storhertiginna av Hessen-Darmstadt         | 1843 | 1862  | Storhertig Ludvig IV av Hessen-Darmstadt                           | 1878 | Prins Fredrik av Hessen-Darmstadt                                     | 1870-1873 |
| Alice, storhertiginna av Hessen-Darmstadt         | 1843 | 1862  | Storhertig Ludvig IV av Hessen-Darmstadt                           | 1878 | Alexandra av Hessen-Darmstadt, kejsarinna av Ryssland                 | 1872-1918 |
| Alice, storhertiginna av Hessen-Darmstadt         | 1843 | 1862  | Storhertig Ludvig IV av Hessen-Darmstadt                           | 1878 | Prinsessan Marie av Hessen-Darmstadt                                  | 1874-1878 |
| Hertig Alfred av Sachsen-Coburg-Gotha             | 1844 | 1874  | Maria Alexandrovna av Ryssland, hertiginna av Sachsen-Coburg-Gotha | 1900 | Prins Alfred av Sachsen-Coburg-Gotha                                  | 1874-1899 |
| Hertig Alfred av Sachsen-Coburg-Gotha             | 1844 | 1874  | Maria Alexandrovna av Ryssland, hertiginna av Sachsen-Coburg-Gotha | 1900 | Marie, drottning av Rumänien                                          | 1875-1938 |
| Hertig Alfred av Sachsen-Coburg-Gotha             | 1844 | 1874  | Maria Alexandrovna av Ryssland, hertiginna av Sachsen-Coburg-Gotha | 1900 | Prinsessan Victoria Melita, storfurstinna av Ryssland                 | 1876-1936 |
| Hertig Alfred av Sachsen-Coburg-Gotha             | 1844 | 1874  | Maria Alexandrovna av Ryssland, hertiginna av Sachsen-Coburg-Gotha | 1900 | Prinsessan Alexandra, furstinna av Hohenlohe-Langenburg               | 1878-1942 |
| Hertig Alfred av Sachsen-Coburg-Gotha             | 1844 | 1874  | Maria Alexandrovna av Ryssland, hertiginna av Sachsen-Coburg-Gotha | 1900 | Prinsessan Beatrice, infantinna av Spanien och hertiginna av Galliera | 1884-1966 |
| Prinsessan Helena                                 | 1846 | 1866  | Prins Fredrik Kristian av Schleswig-Holstein                       | 1923 | Prins Kristian Viktor av Augustenburg                                 | 1867-1900 |
| Prinsessan Helena                                 | 1846 | 1866  | Prins Fredrik Kristian av Schleswig-Holstein                       | 1923 | Prins Albert, hertig av Schleswig-Holstein                            | 1869-1931 |
| Prinsessan Helena                                 | 1846 | 1866  | Prins Fredrik Kristian av Schleswig-Holstein                       | 1923 | Prinsessan Helena Viktoria av Schleswig-Holstein                      | 1870-1948 |
| Prinsessan Helena                                 | 1846 | 1866  | Prins Fredrik Kristian av Schleswig-Holstein                       | 1923 | Prinsessan Marie Louise av Schleswig-Holstein                         | 1872-1956 |
| Prinsessan Helena                                 | 1846 | 1866  | Prins Fredrik Kristian av Schleswig-Holstein                       | 1923 | Prins Harald av Schleswig-Holstein                                    | 1876-1876 |
| Prinsessan Louise                                 | 1848 | 1871  | John Campbell, 9:e hertig av Argyll                                | 1939 | Fick inga barn                                                        | –         |
| Prins Arthur, hertig av Connaught och Strathearn  | 1850 | 1879  | Luise av Preussen                                                  | 1942 | Margareta, kronprinsessa av Sverige och hertiginna av Skåne           | 1882-1920 |
| Prins Arthur, hertig av Connaught och Strathearn  | 1850 | 1879  | Luise av Preussen                                                  | 1942 | Prins Arthur av Connaught                                             | 1883-1938 |
| Prins Arthur, hertig av Connaught och Strathearn  | 1850 | 1879  | Luise av Preussen                                                  | 1942 | Patricia Ramsay                                                       | 1886-1974 |
| Prins Leopold, hertig av Albany                   | 1853 | 1882  | Helene av Waldeck och Pyrmont                                      | 1884 | Prinsessan Alice, grevinna av Athlone                                 | 1883-1981 |
| Prins Leopold, hertig av Albany                   | 1853 | 1882  | Helene av Waldeck och Pyrmont                                      | 1884 | Hertig Karl Edvard av Sachsen-Coburg-Gotha                            | 1884-1954 |
| Prinsessan Beatrice                               | 1857 | 1885  | Prins Henry av Battenberg                                          | 1944 | Alexander Mountbatten, markis av Carisbrooke                          | 1886-1960 |
| Prinsessan Beatrice                               | 1857 | 1885  | Prins Henry av Battenberg                                          | 1944 | Victoria Eugenia av Battenberg, drottning av Spanien                  | 1887-1969 |
| Prinsessan Beatrice                               | 1857 | 1885  | Prins Henry av Battenberg                                          | 1944 | Leopold Mountbatten                                                   | 1889-1922 |
| Prinsessan Beatrice                               | 1857 | 1885  | Prins Henry av Battenberg                                          | 1944 | Prins Maurice av Battenberg                                           | 1891-1914 |

## Härstamning
|                                        |  |  |  |  |  |  |  |                                                         |  |  |  |  |  |  |  |                                                      |  |  |  |  |  |  |  | Prins Fredrik Ludvig, prins av Wales (1707–1751)          |
|                                        |  |  |  |  |  |  |  |                                                         |  |  |  |  |  |  |  |                                                      |  |  |  |  |  |  |  |                                                           |
|                                        |  |  |  |  |  |  |  |                                                         |  |  |  |  |  |  |  | Kung Georg III (1738–1820)                           |  |  |  |  |  |  |  |                                                           |
|                                        |  |  |  |  |  |  |  |                                                         |  |  |  |  |  |  |  |                                                      |  |  |  |  |  |  |  |                                                           |
|                                        |  |  |  |  |  |  |  |                                                         |  |  |  |  |  |  |  |                                                      |  |  |  |  |  |  |  | Augusta av Sachsen-Gotha (1719–1772)                      |
|                                        |  |  |  |  |  |  |  |                                                         |  |  |  |  |  |  |  |                                                      |  |  |  |  |  |  |  |                                                           |
|                                        |  |  |  |  |  |  |  | Prins Edvard, hertig av Kent och Strathearn (1767–1820) |  |  |  |  |  |  |  |                                                      |  |  |  |  |  |  |  |                                                           |
|                                        |  |  |  |  |  |  |  |                                                         |  |  |  |  |  |  |  |                                                      |  |  |  |  |  |  |  |                                                           |
|                                        |  |  |  |  |  |  |  |                                                         |  |  |  |  |  |  |  |                                                      |  |  |  |  |  |  |  | Karl Ludvig Fredrik av Mecklenburg-Strelitz (1708–1752)   |
|                                        |  |  |  |  |  |  |  |                                                         |  |  |  |  |  |  |  |                                                      |  |  |  |  |  |  |  |                                                           |
|                                        |  |  |  |  |  |  |  |                                                         |  |  |  |  |  |  |  | Charlotte av Mecklenburg-Strelitz (1744–1818)        |  |  |  |  |  |  |  |                                                           |
|                                        |  |  |  |  |  |  |  |                                                         |  |  |  |  |  |  |  |                                                      |  |  |  |  |  |  |  |                                                           |
|                                        |  |  |  |  |  |  |  |                                                         |  |  |  |  |  |  |  |                                                      |  |  |  |  |  |  |  | Elisabeth Albertina av Sachsen-Hildburghausen (1713–1761) |
|                                        |  |  |  |  |  |  |  |                                                         |  |  |  |  |  |  |  |                                                      |  |  |  |  |  |  |  |                                                           |
| Viktoria av Storbritannien (1819–1901) |  |  |  |  |  |  |  |                                                         |  |  |  |  |  |  |  |                                                      |  |  |  |  |  |  |  |                                                           |
|                                        |  |  |  |  |  |  |  |                                                         |  |  |  |  |  |  |  |                                                      |  |  |  |  |  |  |  | Ernst Fredrik av Sachsen-Coburg-Saalfeld (1724–1800)      |
|                                        |  |  |  |  |  |  |  |                                                         |  |  |  |  |  |  |  |                                                      |  |  |  |  |  |  |  |                                                           |
|                                        |  |  |  |  |  |  |  |                                                         |  |  |  |  |  |  |  | Frans Fredrik av Sachsen-Coburg-Saalfeld (1750–1806) |  |  |  |  |  |  |  |                                                           |
|                                        |  |  |  |  |  |  |  |                                                         |  |  |  |  |  |  |  |                                                      |  |  |  |  |  |  |  |                                                           |
|                                        |  |  |  |  |  |  |  |                                                         |  |  |  |  |  |  |  |                                                      |  |  |  |  |  |  |  | Sofie Antonie av Braunschweig-Wolfenbüttel (1724–1802)    |
|                                        |  |  |  |  |  |  |  |                                                         |  |  |  |  |  |  |  |                                                      |  |  |  |  |  |  |  |                                                           |
|                                        |  |  |  |  |  |  |  | Viktoria av Sachsen-Coburg-Saalfeld (1786–1861)         |  |  |  |  |  |  |  |                                                      |  |  |  |  |  |  |  |                                                           |
|                                        |  |  |  |  |  |  |  |                                                         |  |  |  |  |  |  |  |                                                      |  |  |  |  |  |  |  |                                                           |
|                                        |  |  |  |  |  |  |  |                                                         |  |  |  |  |  |  |  |                                                      |  |  |  |  |  |  |  | Heinrich XXIV Reuss-Ebersdorf (1724–1779)                 |
|                                        |  |  |  |  |  |  |  |                                                         |  |  |  |  |  |  |  |                                                      |  |  |  |  |  |  |  |                                                           |
|                                        |  |  |  |  |  |  |  |                                                         |  |  |  |  |  |  |  | Augusta Reuss-Ebersdorf (1757–1831)                  |  |  |  |  |  |  |  |                                                           |
|                                        |  |  |  |  |  |  |  |                                                         |  |  |  |  |  |  |  |                                                      |  |  |  |  |  |  |  |                                                           |
|                                        |  |  |  |  |  |  |  |                                                         |  |  |  |  |  |  |  |                                                      |  |  |  |  |  |  |  | Karoline Ernestine av Erbach-Schönberg (1727–1796)        |
|                                        |  |  |  |  |  |  |  |                                                         |  |  |  |  |  |  |  |                                                      |  |  |  |  |  |  |  |                                                           |

## Utmärkelser

### Brittiska
- Viktoriakorset (grundare, 1856)[24]
- storkommandör av Indiska stjärnorden (grundare, 1861)[25]
- 1 klassen av Kungliga Viktoria- och Albertsorden (grundare, 1862)[26]
- lady av Indiska kronorden (grundare, 1978)[27]
- storkommandör av Kejsardömet Indiens orden (grundare, 1878)[28]
- Kungliga röda korset (grundare, 1883)[29]
- lady av Distinguished Service Order (grundare, 1886)[30]
- storkors av Victoriaorden (grundare, 1886)[31]

### Utländska
- lady av Maria-Lovisaorden (Spanien, 1833)[32]
- kedja av Kungliga orden av Kamehameha I (Hawaii)[33]
- 1 klassen av Takovoorden (Serbien, 1882)[34]
- 1 klassen av Vita örns orden (Serbien, 1883)[34]
- 1 klassen av Sankt Savaorden (Serbien, 1897)[34]
- storkors av  Salomos sigills orden (Etiopien, 1897)[35]
- storkors av Fursten Danilo I:s orden (Montenegro)[36]